# Harpaleyrodes tuberculata
Harpaleyrodes tuberculata es un insecto hemíptero de la familia Aleyrodidae.
Harpaleyrodes tuberculata fue descrita científicamente por Bink-Moenen en 1983.